# Stompin' at the Savoy

Stompin' at the Savoy est une chanson de jazz composée par Edgar Sampson en 1934.
Le terme stomp dérivé de to stamp (trépigner) – l’expression stomp off signifiant battre du pied sur un plancher – fait référence aux danses exécutées dans des clubs durant les années 1920 et 1930. Ce mot est présent dans de nombreux titres de chansons de jazz : Come On and Stomp Stomp Stomp, King Porter Stomp, etc.  Dans ce cas, il était utilisé comme un synonyme de swing.
Le Savoy, quant à lui était un dancing, de son nom complet Savoy Ballroom, située à Harlem, 596 Lenox Avenue, à New York. Le Savoy fut des années 1920 aux années 1940 une référence en ce qui concernait les nouvelles danses. Véritable « laboratoire », il vit naître le charleston, le black bottom, le lindy hop, le jitterbug, le Big Apple (en) et bien d'autres. Le manager du lieu, Charlie Buchanan, engagea les meilleurs orchestres de jazz de la période. Dans les années 1920 furent créées de véritables batailles dont les lots pouvaient être des disques Harmony ou des phonographes.
Des grands orchestres de la période, il en est un qui marqua tout particulièrement le lieu : celui de Chick Webb. Ce batteur et chef d'orchestre fut même surnommé « Le Roi du Savoy ». Ainsi lorsqu'il fut rejoint par Edgar Sampson, à tout juste 25 ans venant des orchestres d'Ellington et Henderson, il composa à Chick Webb un morceau au titre évocateur Stompin' at the Savoy pour le roi du lieu.
Le thème fut enregistré en 1934. Toutefois, deux enregistrements suivirent de très près l'original. À savoir ceux des orchestres d'Ozie Nelson et Benny Goodman en 1936. Ce fut cette année-là que des paroles ont été ajoutées par Andy Razaf et vont permettre à la chanson de traverser l'histoire du jazz.
Elle est considérée comme un standard de jazz et a été interprétée notamment par Judy Garland (1936), Charlie Christian (1941), Art Tatum (1941), Clifford Brown et Max Roach (1954), Ella Fitzgerald et Louis Armstrong (1956), Jim Hall (1957), Ahmad Jamal (1958), Al Hirt (1961), Sarah Vaughan (1964), Nikki Yanofsky (avec Herbie Hancock et will.i.am) (2007) et Tony Glausi (version instrumentale, 2020).
Sa forme de « question-réponse » permet un jeu tout en improvisation.
Le succès Le Freak c'est Chic du groupe disco-funk Chic (1978) y fait allusion justement à propos de l'apparition des danses nouvelles de la fin des années 1970.

## Paroles
« 
Savoy, the home of sweet romance
Savoy, it wins you with a glance
Savoy, gives happy feet a chance to dance
Your old form just like a clinging vine
Your lips so warm and sweet as wine
Your cheek so soft and close to mine, divine
How my heart is singing
While the band is swinging
I'm never tired of romping
And stomping with you at the Savoy
What joy, a perfect holiday
Savoy, where we can glide and sway
Savoy, let me stomp away with you
The home of sweet romance
It wins you at a glance
Gives happy feet a chance to dance
Just like a clinging vine
So soft and sweet as wine
So soft and close to mine, divine
How my heart is singing
While the band is swinging
I'm never, never, never tired of romping
And stomping with you at the Savoy
What joy, a perfect holiday
Savoy, where we can glide and sway
Savoy, let me stomp away with you
 »
La version d'Ella Fitzgerald sur le live At The Opera House reste une référence, notamment en raison du passage chanté en Scat qu'improvise la chanteuse.

## Sources
- Le nouveau dictionnaire du jazz, "Savoy Baldroom".

- (en) Cet article est partiellement ou en totalité issu de l’article de Wikipédia en anglais intitulé « Stompin' at the Savoy » (voir la liste des auteurs).